# ريتشارد سوسا
ريتشارد سوسا (بالإسبانية: Richard Sosa) هو لاعب كرة قدم أوروغواياني في مركز الوسط، ولد في 5 يناير 1972. لعب مع فيلا إسبانيول ‏.